# Magnesiohulsite
La magnesiohulsite è un minerale.